# Funcție eliptică
Funcțiile eliptice au fost introduse ca funcții inverse ale integralelor eliptice de Carl Gustav Jacob Jacobi și Niels Henrik Abel din 1828 pornind de la punerea problemei de inversare a integralelor eliptice tratate extensiv în lucrările lui Adrien-Marie Legendre.
Joseph Liouville a studiat funcțiile eliptice pornind de la paralelogramul perioadelor. Karl Weierstrass a formulat teoria funcțiilor eliptice pe baza funcției cu numele său, începând din 1840. Din 1851 rezultate importante au fost obținute de Bernhard Riemann.
Corespunzător tipurilor de integrale eliptice există aceleași tipuri de funcții eliptice. Funcțiile eliptice de prima speță sunt dublu periodice.
Dacă se notează prin u argumentul funcției dublu periodice ,atunci prima funcție eliptică care se supune condiției de mai sus, introduse de Jacobi, se notează prin z =sn(u) și se numește sinus eliptic.
Alte funcții eliptice au un număr de proprietăți în domeniul de olomorfie, ulterior se pot stabili câteva relații cu noile funcții care se introduc.